# Lijst van ML-KNIL Brewsters
Hieronder een lijst van alle ML-KNIL Brewsters met alle bekende gegevens erbij vermeld. Veel documentatie is tijdens de oorlog vernietigd door de Japanners, waardoor er veel gaten in de lijst zitten. Toestellen B-395 tot en met B-3118 waren van het type 339C, toestellen B-3119 tot en met B-3166 waren van het type 339D, en toestellen B-3167 tot en met B-3186 van het type 439.
| Registratienummer     | Fabrieksnummer | Testnummer | In dienst       | Afdeling | Vlieger                            | Uit dienst  | Extra informatie |
| --------------------- | -------------- | ---------- | --------------- | -------- | ---------------------------------- | ----------- | --- |
| B-395                 | 259            | NX3170     | Eind juni 1941  | 2-VLG-V  | Adam, J.P.                         | -           | Op 9 maart 1942 buitgemaakt door Japan op Andir. Vloog voor Japan onder nummer 2. |
| B-396                 | 260            | NX3180     | Eind juni 1941  | 3-VLG-V  | Hoogenhuyzen, R.J.J.W. van         | 17 jan 1942 | In slecht weer tegen een berg gevlogen. |
| B-397                 | 261            | -          | Eind juni 1941  | -        | -                                  | -           | - |
| B-398                 | 262            | -          | Eind juni 1941  | 2-VLG-V  | -                                  | 19 feb 1942 | Na een noodlanding op Semplak na een luchtgevecht afgeschreven. |
| B-399                 | 263            | -          | Eind juni 1941  | 2-VLG-V  | Scheffer, Jan Frederik             | 7 jan 1942  | Tijdens landing op Kallang, Malaya zwaar beschadigd en afgeschreven. |
| B-3100                | 264            | -          | Eind juni 1941  | 2-VLG-V  | Deibel, August Gerard              | 12 jan 1942 | Boven Singapore neergeschoten, daarna afgeschreven. Vlieger eruit gesprongen met parachute. |
| B-3101                | 265            | -          | Eind juni 1941  | 2-VLG-V  | Jolly, P.R.                        | 7 mrt 1942  | Dit toestel vloog mee op 7 maart 1942 met de laatste missie. Werd toen gevlogen door Bruggink of Scheffer. |
| B-3102                | 266            | -          | Eind juni 1941  | 2-VLG-V  | -                                  | -           | - |
| B-3103                | 267            | -          | Eind juni 1941  | 2-VLG-V  | Swarts, Frederik                   | 15 jan 1942 | Neergeschoten boven Singapore. |
| B-3104                | 268            | -          | Eind juni 1941  | 1-VLG-V  | -                                  | 21 feb 1942 | - |
| B-3105                | 269            | -          | Eind juni 1941  | 2-VLG-V  | Voorbij, Adriaan                   | 15 jan 1942 | Na motorstoring in zee geland. Vlieger overleefde de crash maar dreef af van de crashlocatie en sindsdien vermist. |
| B-3106                | 270            | -          | Eind juni 1941  | 2-VLG-V  | Hoyer, Pieter Anna                 | -           | - |
| B-3107                | 271            | -          | Eind juni 1941  | 2-VLG-V  | Bruggink, Gerardus Meinardus       | 23 feb 1942 | Afgeschreven op Andir. |
| B-3108                | 272            | -          | Eind juni 1941  | 2-VLG-V  | Ellecom, J.H.A.                    | 6 jan 1942  | Afgeschreven nadat het toestel was gecrasht tijdens een start van Palembang I. Vlieger zwaargewond. |
| B-3109                | 273            | -          | Eind juni 1941  | -        | -                                  | -           | - |
| B-3110                | 274            | -          | Eind juni 1941  | 2-VLG-V  | Helsdingen, Jacob Pieter van       | 7 mrt 1942  | Dit toestel werd op 7 maart gevlogen door Deibel, die een noodlanding moest maken na geraakt te zijn door meerdere kogels van een A6M. |
| B-3111                | 275            | -          | Eind juni 1941  | 2-VLG-V  | Pelder, Frederik                   | -           | - |
| B-3112                | 276            | -          | Begin juli 1941 | -        | -                                  | -           | - |
| B-3113                | 311            | -          | Begin juli 1941 | -        | -                                  | 28 nov 1941 | Afgeschreven na botsing op Semplak. |
| B-3114                | 312            | -          | Begin juli 1941 | 2-VLG-V  | Manesse, B.W.                      | 1 mrt 1942  | Was al afgeschreven na een buiklanding (Werd die dag gevlogen door Sgt. Stoové), maar werd op 9 maart buitgemaakt door Japan. |
| B-3115                | 313            | -          | Begin juli 1941 | 2-VLG-V  | Rothkrans, Robert Adolf            | 23 jan 1942 | Toestel neergeschoten tijdens een aanval op een Japanse konvooi nabij Balikpapan. |
| B-3116                | 314            | -          | Begin juli 1941 | -        | -                                  | -           | - |
| B-3117                | 315            | -          | Begin juli 1941 | 2-VLG-V  | Stoové, Albert Eduard              | 7 mrt 1942  | Neergeschoten boven Andir. Werd op dat moment gevlogen door Kapt. van Helsdingen die omkwam. |
| B-3118                | 316            | -          | Begin juli 1941 | 2-VLG-V  | -                                  | -           | - |
| B-3119                | 317            | NX341B     | -               | -        | -                                  | -           | Toestel is nooit uitgeleverd. Tijdens het verschepen is het schip uitgeweken naar Australië, waarna het toestel vloog voor de USAAF. |
| B-3120                | 318            | NX342B     | -               | -        | -                                  | -           | Op 9 maart 1942 buitgemaakt door Japan op Andir. Vloog voor Japan onder nummer 1. |
| B-3121                | 319            | -          | -               | -        | -                                  | -           | - |
| B-3122                | 336            | NX344B     | -               | 3-VLG-V  | -                                  | 21 feb 1942 | Afgeschreven op de Tjiater Pass. Werd toen gevlogen door J.P. Adam. |
| B-3123                | 337            | -          | -               | 3-VLG-V  | -                                  | -           | - |
| B-3124                | 338            | -          | -               | 3-VLG-V  | -                                  | -           | - |
| B-3125                | 339            | -          | -               | -        | -                                  | -           | - |
| B-3126                | 340            | -          | -               | 1-VLG-V  | -                                  | 28 jan 1942 | Verloren na een Japanse aanval op Samarinda II. |
| B-3127                | 341            | -          | -               | -        | -                                  | -           | - |
| B-3128                | 342            | -          | -               | -        | -                                  | -           | - |
| B-3129                | 343            | -          | -               | -        | -                                  | -           | - |
| B-3130                | 344            | -          | -               | 1-VLG-V  | -                                  | -           | Afgeschreven op vliegbasis Kalidjati. |
| B-3131                | 345            | -          | -               | 1-VLG-V  | van Rest, Andrias Antonius Marinus | -           | - |
| B-3132                | 346            | -          | -               | 1-VLG-V  | Kuijpers, J.P.                     | 24 jan 1942 | Toestel neergeschoten door een Nakajima Ki-43 Hayabusa boven Semplak. |
| B-3133                | 347            | -          | -               | -        | Hart, P.C. 't                      | 19 feb 1942 | Afgeschreven op Paroeng. |
| B-3134                | 348            | -          | -               | -        | -                                  | -           | - |
| B-3135                | 349            | -          | -               | -        | -                                  | -           | - |
| B-3136                | 350            | -          | -               | -        | -                                  | -           | - |
| B-3137                | 351            | -          | -               | -        | -                                  | -           | - |
| B-3138                | 352            | -          | -               | -        | -                                  | -           | - |
| B-3139                | 353            | -          | -               | -        | -                                  | -           | - |
| B-3140                | 354            | -          | -               | -        | -                                  | -           | - |
| B-3141                | 355            | -          | -               | 3-VLG-V  | Tideman, Piet Gerard               | 2 mrt 1942  | Afgeschreven op Andir. |
| B-3142                | 356            | -          | -               | 1-VLG-V  | -                                  | 19 feb 1942 | Afgeschreven op Andir. |
| B-3143                | 357            | -          | -               | -        | -                                  | -           | - |
| B-3144                | 358            | -          | -               | -        | -                                  | -           | - |
| B-3145                | 359            | -          | -               | -        | -                                  | -           | - |
| B-3146                | 360            | -          | -               | -        | -                                  | -           | - |
| B-3147                | 361            | -          | -               | 1-VLG-V  | Tukker, Johannes Jacob             | 19 feb 1942 | Afgeschreven op Andir. |
| B-3148                | 362            | -          | -               | -        | -                                  | -           | - |
| B-3149                | 363            | -          | -               | 3-VLG-IV | -                                  | -           | - |
| B-3150                | 364            | -          | -               | -        | -                                  | -           | - |
| B-3151                | 365            | -          | -               | -        | Oberman                            | 23 okt 1941 | Gecrasht |
| B-3152                | 366            | -          | -               | -        | -                                  | -           | - |
| B-3153                | 367            | -          | -               | -        | -                                  | -           | Vernietigd door de technische dienst in maart 1942. |
| B-3154                | 368            | -          | -               | -        | -                                  | -           | - |
| B-3155                | 369            | -          | -               | -        | -                                  | -           | - |
| B-3156                | 370            | -          | -               | 1-VLG-V  | -                                  | 19 feb 1942 | Afgeschreven op Andir. |
| B-3157                | 371            | -          | -               | -        | -                                  | -           | Vernietigd door de technische dienst in maart 1942. |
| B-3158                | 372            | -          | -               | -        | -                                  | -           | - |
| B-3159                | 373            | -          | -               | 1-VLG-V  | Waardt, Theodorus Joseph de        | 28 jan 1942 | Verloren na een Japanse aanval op Samarinda II. |
| B-3160                | 374            | -          | -               | -        | Wink, Bob                          | -           | Vernietigd door de technische dienst in maart 1942. |
| B-3161                | 375            | -          | -               | -        | Haarlem, G. van                    | -           | Vernietigd door de technische dienst in maart 1942. |
| B-3162                | 376            | -          | Maart 1942      | -        | -                                  | -           | Toestel is nooit uitgeleverd aan de ML-KNIL. Uitgeleverd in maart 1942 aan de RAAF, of achtergehouden in de Verenigde Staten. |
| B-3163                | 377            | -          | Maart 1942      | -        | -                                  | -           | Toestel is nooit uitgeleverd aan de ML-KNIL. Uitgeleverd in maart 1942 aan de RAAF, of achtergehouden in de Verenigde Staten. |
| B-3164                | 378            | -          | Maart 1942      | -        | -                                  | -           | Toestel is nooit uitgeleverd aan de ML-KNIL. Uitgeleverd in maart 1942 aan de RAAF, of achtergehouden in de Verenigde Staten. |
| B-3165                | 379            | -          | Maart 1942      | -        | -                                  | -           | Toestel is nooit uitgeleverd aan de ML-KNIL. Uitgeleverd in maart 1942 aan de RAAF, of achtergehouden in de Verenigde Staten. |
| B-3166                | 380            | -          | Maart 1942      | -        | -                                  | -           | Toestel is nooit uitgeleverd aan de ML-KNIL. Uitgeleverd in maart 1942 aan de RAAF, of achtergehouden in de Verenigde Staten. |
| B-3167 / A51-13       | 489            | NX398B     | -               | -        | -                                  | 6 nov 1943  | Toestel is nooit uitgeleverd. Tijdens het verschepen is het schip uitgeweken naar Australië, waarna het toestel vloog voor de USAAF, daarna de RAAF, en daarna wederom de USAAF. Er wordt zelfs geclaimd dat dit het laatste toestel voor de Finse luchtmacht was.  |
| B-3168 / A51-12       | 490            | NX399B     | -               | -        | -                                  | 6 nov 1943  | Toestel is nooit uitgeleverd. Tijdens het verschepen is het schip uitgeweken naar Australië, waarna het toestel vloog voor de USAAF, daarna de RAAF, en daarna wederom de USAAF.                                                                                    |
| B-3169                | 491            | NX400B     | -               | -        | -                                  | -           | Toestel is nooit uitgeleverd. Tijdens het verschepen is het schip uitgeweken naar Australië, waarna het toestel vloog voor de USAAF. |
| B-3170                | 492            | NX401B     | -               | -        | -                                  | -           | Toestel is nooit uitgeleverd. Tijdens het verschepen is het schip uitgeweken naar Australië, waarna het toestel vloog voor de USAAF. |
| B-3171 / A51-1        | 493            | NX402B     | -               | -        | -                                  | -           | Toestel is nooit uitgeleverd. Tijdens het verschepen is het schip uitgeweken naar Australië, waarna het toestel vloog voor de USAAF en daarna voor de RAAF. |
| B-3172 / 301 / A51-7  | 494            | NX403B     | -               | -        | -                                  | -           | Toestel is nooit uitgeleverd. Tijdens het verschepen is het schip uitgeweken naar Australië, waarna het toestel vloog voor de USAAF en daarna voor de RAAF. |
| B-3173                | 495            | NX404B     | -               | -        | -                                  | -           | Toestel is nooit uitgeleverd. Tijdens het verschepen is het schip uitgeweken naar Australië, waarschijnlijk vloog het vervolgens voor de USAAF. |
| B-3174 / 311 / A51-14 | 496            | NX405B     | -               | -        | -                                  | -           | Toestel is nooit uitgeleverd. Tijdens het verschepen is het schip uitgeweken naar Australië, waarna het toestel vloog voor de USAAF en daarna voor de RAAF. Het wrak in 1980 gevonden (met ML-KNIL markeringen) en daarna overgedragen aan de Aviodome in Lelystad. |
| B-3175 / A51-2        | 497            | NX406B     | -               | -        | -                                  | 8 jul 1942  | Toestel is nooit uitgeleverd. Tijdens het verschepen is het schip uitgeweken naar Australië, waarna het toestel vloog voor de USAAF en later nog voor de RAAF. Afgeschreven op Tallarook, Australië.                                                                |
| B-3176 / 305 / A51-9  | 498            | NX407B     | -               | -        | -                                  | -           | Toestel is nooit uitgeleverd. Tijdens het verschepen is het schip uitgeweken naar Australië, waarna het toestel vloog voor de USAAF en daarna voor de RAAF. |
| B-3177 / A51-3        | 499            | NX408B     | -               | -        | -                                  | -           | Toestel is nooit uitgeleverd. Tijdens het verschepen is het schip uitgeweken naar Australië, waarna het toestel vloog voor de USAAF en later voor de RAAF. |
| B-3178 / 307 / A51-10 | 500            | NX409B     | -               | -        | -                                  | -           | Toestel is nooit uitgeleverd. Tijdens het verschepen is het schip uitgeweken naar Australië, waarna het toestel vloog voor de USAAF en daarna voor de RAAF. Resten zijn geschonken aan de Aviodome in Lelystad.                                                     |
| B-3179 / 308 / A51-11 | 501            | NX410B     | -               | -        | -                                  | -           | Toestel is nooit uitgeleverd. Tijdens het verschepen is het schip uitgeweken naar Australië, waarna het toestel vloog voor de USAAF en daarna voor de RAAF. |
| B-3180 / 303 / A51-16 | 502            | NX411B     | -               | -        | -                                  | -           | Toestel is nooit uitgeleverd. Tijdens het verschepen is het schip uitgeweken naar Australië, waarna het toestel vloog voor de USAAF en daarna voor de RAAF. |
| B-3181 / 302 / A51-8  | 503            | NX412B     | -               | -        | -                                  | -           | Toestel is nooit uitgeleverd. Tijdens het verschepen is het schip uitgeweken naar Australië, waarna het toestel vloog voor de USAAF en daarna voor de RAAF. |
| B-3182 / 306 / A51-7  | 504            | NX413B     | -               | -        | -                                  | -           | Toestel is nooit uitgeleverd. Tijdens het verschepen is het schip uitgeweken naar Australië, waarna het toestel vloog voor de USAAF en daarna voor de RAAF. |
| B-3183 / 312 / A51-15 | 505            | NX414B     | -               | -        | -                                  | -           | Toestel is nooit uitgeleverd. Tijdens het verschepen is het schip uitgeweken naar Australië, waarna het toestel vloog voor de USAAF en daarna voor de RAAF. |
| B-3184 / A51-4        | 506            | NX415B     | -               | -        | -                                  | 16 jun 1942 | Toestel is nooit uitgeleverd. Tijdens het verschepen is het schip uitgeweken naar Australië, waarna het toestel vloog voor de USAAF en later voor de RAAF. Afgeschreven op Laverton, Australië.                                                                     |
| B-3185 / A51-5        | 507            | NX416B     | -               | -        | -                                  | 29 okt 1942 | Toestel is nooit uitgeleverd. Tijdens het verschepen is het schip uitgeweken naar Australië, waarna het toestel vloog voor de USAAF en later voor de RAAF. Afgeschreven op Darwin, Australië.                                                                       |
| B-3186 / A51-6        | 508            | NX417B     | -               | -        | -                                  | 25 sep 1942 | Toestel is nooit uitgeleverd. Tijdens het verschepen is het schip uitgeweken naar Australië, waarna het toestel vloog voor de USAAF en later voor de RAAF. Afgeschreven op Derby, Australië.                                                                        |